# Грб Српске деспотовине
Грб Српске деспотовине је био званични грб српске средњовековне државе, Српске деспотовине која је постојала у периоду 1402–1537. године.
На грбу је приказан златни двоглави орао са по сребреним трубећим рогом у оба кљуна на црвеном пољу и деспотском капом на штиту. Овај двоглави орао се у неких грбовницима јавља у традиционално белој боји, али много чешће у златном издању. Двоглави орао је традиционални симбол Немањића, који су касније преузели и Хребељановићи. Два рога су традиционални симболи Хребељановића, али и Бранковића и та симболика се налази на династичким грбовима обе ове породице. Ова два рога се тако могу тумачити као јединство две породице, које су касније владале Деспотовином.
По угледу на грб Српске деспотовине, настао је и династички грб Црнојевића, локалне феудалне породице из Зете, а на чијем је основу касније настао и модерни грб самосталне Црне Горе.
Деспот Ђорђе Бранковић је на печату из 1492. имао грб који има штит са двоглавим орлом у горњем делу, док се доњи део дели на две половине. Десно је приказан лав окренут унутра, а лево су три брежуљка са угарског грба. И други српски деспоти Иван и син му Стефан Бериславић су имали грб - двоглавог орла. Арсеније III Црнојевић на гробу у светој обитељи Крушедол има грб, двоглавог орла и испод лава. Василије Петровић Његош касније преузима такав грб, са лавом испод и двоглавим орлом подигнутих крила, за грб Црне Горе, јер Црнојевићи су имали двоглавог орла са спуштеним крилима и без лава.

## Галерија
- Грб деспота Стефана према пруској едицији Хроника сабора у Костанци (пре 1437)
- Грб деспота Стефана из Рихенталове Хронике Сабора у Констанци (1470)
- Грб деспота Стефана у каснијим едицијама Хроника сабора у Костанци (1483)
- Грб деспота Стефана (лево) из грбовника Конрада Гриненберга (1483)
- Грб деспота Стефана, према Шафенхаузеровом грбовнику 
(1486-1492)
- Грб Српске деспотовине, према Вирџилу Солису 
(1555)
- Грб Српске доспотовине, према Кристоферу Силберисену (1576)
- Грб Српске деспотовине, према Мартину Шроту 
(око 1580)
- Грб Српске деспотовине у Немачком грбовнику 
(око 1600)
- Трубећи рог
 као музички инструмент
- Грб деспота Романије 
 (Србије)
- Грб 
 Црнојевића
- Епитаф патријарха Арсенија III Чарнојевића на улазу у цркву манастира Kрушедол, крај прве деценије 18. века. И раније, српски деспот Ђорђе Бранковић, који оснива Крушедол, има грб двоглавог орла и испод лава 
(1706)
- Застава коју је кнез Никола Петровић Његош послао Џексонским Србима
(крајем 19. или почетком 20. века)
- Грб
 Црне Горе
- Печат
 Црне Горе